# Patrick Hutin
Patrick Hutin est un écrivain et journaliste français né le 4 septembre 1951 .

## Biographie
Il est le fils de Jean-Pierre Hutin, un des créateurs de l'émission 30 millions d'amis

## Œuvres
- Les Jurés de l’ombre, Paris, Éditions Robert Laffont, 1983, 520 p.  (ISBN 2-221-04208-5)
- Amants de guerre, Paris, Éditions Robert Laffont, 1991, 485 p.  (ISBN 2-221-05881-X)
- Le Grand Art, Boulogne-Billancourt, France, Éditions Michel Hagège, 1998, 331 p.  (ISBN 2-912160-02-2)
- Un homme de rêve, Paris, Éditions Anne Carrière, 2005, 286 p.  (ISBN 2-84337-303-4)
- La Prisonnière du Tibet, Paris, Éditions Robert Laffont, 2008, 333 p.  (ISBN 978-2-221-11043-0)
- N’aie pas peur, je reviendrai, Paris, Éditions Anne Carrière, 2013, 300 p.  (ISBN 978-2-8433-7711-2)
- Le Roi du monde... U Rè di u mondu, Éditions  ADC Editions, 2018, 233 p.  (ISBN 979-10-91203-09-8)

## Adaptation à la télévision
- Les Jurés de l’ombre, scénario, dir. de Paul Vecchiali, 1989
- Julien, série La vie des autres, scénario, réalisation d'Emmanuel Fonlladosa